# نووکولی
نووکولی (به لاتین: Novokuli) یک منطقهٔ مسکونی در روسیه است که در شهرستان نوولاکسکی واقع شده‌است.